# Линия Флашинг, Ай-ар-ти
Flushing Line (линия Флашинга (района Куинса), также известна как Corona Line) — линия дивизиона IRT метрополитена Нью-Йорка. Обслуживается маршрутами 7 (круглосуточно) и <7> (в часы пик в пиковом направлении). Линия считается «стволовой»: маршруты 7 и <7>, проходящие по ней, обозначаются фиолетовым цветом.

## Общие сведения
Линия соединяет центр Манхэттена с северной частью Квинса.
Участок 34th Street—Hunter Points Avenue подземный, участок 45 Road-Court House Square—Mets-Willets Point эстакадный, конечная станция Flushing-Main Street подземная. Основная часть эстакадной линии пролегает вдоль бульвара Квинс.
Линия известна тем, что с 1922 по 1949 год использовалась совместно маршрутами IRT и BMT. В частности, на станции Queensboro Plaza в это время действовали 8 путей (в настоящее время из них сохранились только 4).
Участок от 33rd Street до Flushing-Main Street трёхпутный, средний путь используется экспресс-вариантом маршрута  ().
Линия пересекает Ист-Ривер по тоннелям Steinway Tunnels, строительство которых началось ещё в 1885 году и было завершено в 1907 году.
Flushing Line — единственная в метрополитене Нью-Йорка, где используются 11-вагонные поезда (однако нельзя сказать, что составы на ней самые длинные, так как 10-вагонный состав дивизиона B имеет бо́льшую длину, чем 11-вагонный состав дивизиона A).

## Список станций
Проходящие по линии маршруты в зависимости от дня недели и времени суток
|                                                | Часы пик | Остальное время |
| ---------------------------------------------- | -------- | --------------- |
| Экспресс-путь                                  | <7>      | —               |
| Локальные пути                                 | 7        | 7               |
| — в пиковом направлении; — в обратном пиковому |          |                 |

Станции на линии
| Условные обозначения |
| для дней и часов работы маршрутов (более точно указано во всплывающих подсказках при этих обозначениях): |
| --- |
| круглосуточно круглосуточно, кроме ночи круглосуточно, кроме будней днём (либо часов пик) в пиковом направлении в будни днём (и, возможно, вечером) в будни круглосуточно в часы пик в будни днём (либо в часы пик) в пиковом направлении в будни днём (либо в часы пик) в направлении, обратном пиковому в выходные ночью ночью и в выходные (и, возможно, вечером) нет движения поездов |

| Флашинг — Мейн-стрит (LIRR)[англ.] |

| Метс — Уиллетс-Пойнт (LIRR)[англ.] |

| E — круглосуточно · E — круглосуточно · F — круглосуточно · F — круглосуточно · <F> — в часы пик в пиковом направлении · <F> — в часы пик в пиковом направлении · M — в будни днём и вечером · M — в будни днём и вечером · R — круглосуточно, кроме ночи · R — круглосуточно, кроме ночи | Джексон-Хайтс — Рузвельт-авеню |

| Вудсайд (LIRR)[англ.] |

| N — круглосуточно · N — круглосуточно · W — в будни днём и вечером до 23:00 · W — в будни днём и вечером до 23:00 |

|  |  |
|  |  |
|  |  |

|  |  |
|  |  |
|  |  |

| G — круглосуточно · G — круглосуточно                                                           | Корт-сквер              |
| E — круглосуточно · E — круглосуточно · M — в будни днём и вечером · M — в будни днём и вечером | Корт-сквер — 23-я улица |

| Хантерспойнт-авеню (LIRR)[англ.] |

| Лонг-Айленд-Сити (LIRR)[англ.] |

| 4 — круглосуточно · 4 — круглосуточно · 5 — круглосуточно, кроме ночи · 5 — круглосуточно, кроме ночи · 6 — круглосуточно · 6 — круглосуточно · <6> — в будни днём в пиковом направлении · <6> — в будни днём в пиковом направлении | Центральный вокзал — 42-я улица |
| S (челнок 42-й улицы) — круглосуточно, кроме ночи · S (челнок 42-й улицы) — круглосуточно, кроме ночи | Центральный вокзал              |
| Центральный вокзал Нью-Йорка |                                 |

| B — в будни днём и вечером до 23:00 · B — в будни днём и вечером до 23:00 · D — круглосуточно · D — круглосуточно · F — круглосуточно · F — круглосуточно · <F> — в часы пик в пиковом направлении · <F> — в часы пик в пиковом направлении · M — в будни днём и вечером · M — в будни днём и вечером | 42-я улица — Брайант-парк                    |
| 1 — круглосуточно · 1 — круглосуточно · 2 — круглосуточно · 2 — круглосуточно · 3 — круглосуточно · 3 — круглосуточно | Таймс-сквер — 42-я улица                     |
| 7 — круглосуточно · 7 — круглосуточно · <7> — в часы пик в пиковом направлении · <7> — в часы пик в пиковом направлении | Таймс-сквер                                  |
| A — круглосуточно · A — круглосуточно · C — круглосуточно, кроме ночи · C — круглосуточно, кроме ночи · E — круглосуточно · E — круглосуточно | 42-я улица — Автовокзал Портового управления |
| N — круглосуточно · N — круглосуточно · Q — круглосуточно · Q — круглосуточно · R — круглосуточно, кроме ночи · R — круглосуточно, кроме ночи · W — в будни днём и вечером до 23:00 · W — в будни днём и вечером до 23:00                                                                             | Таймс-сквер — 42-я улица                     |
| S (челнок 42-й улицы) — круглосуточно, кроме ночи · S (челнок 42-й улицы) — круглосуточно, кроме ночи | Таймс-сквер                                  |

| 1 — круглосуточно · 1 — круглосуточно · 2 — круглосуточно · 2 — круглосуточно · 3 — круглосуточно · 3 — круглосуточно | Таймс-сквер — 42-я улица                     |
| A — круглосуточно · A — круглосуточно · C — круглосуточно, кроме ночи · C — круглосуточно, кроме ночи · E — круглосуточно · E — круглосуточно | 42-я улица — Автовокзал Портового управления |
| N — круглосуточно · N — круглосуточно · Q — круглосуточно · Q — круглосуточно · R — круглосуточно, кроме ночи · R — круглосуточно, кроме ночи · W — в будни днём и вечером до 23:00 · W — в будни днём и вечером до 23:00                                                                             | Таймс-сквер — 42-я улица                     |
| S (челнок 42-й улицы) — круглосуточно, кроме ночи · S (челнок 42-й улицы) — круглосуточно, кроме ночи | Таймс-сквер                                  |
| 7 — круглосуточно · 7 — круглосуточно · <7> — в часы пик в пиковом направлении · <7> — в часы пик в пиковом направлении | Пятая авеню                                  |
| B — в будни днём и вечером до 23:00 · B — в будни днём и вечером до 23:00 · D — круглосуточно · D — круглосуточно · F — круглосуточно · F — круглосуточно · <F> — в часы пик в пиковом направлении · <F> — в часы пик в пиковом направлении · M — в будни днём и вечером · M — в будни днём и вечером | 42-я улица — Брайант-парк                    |
| автовокзал Портового управления[англ.] |                                              |

## Историческая справка

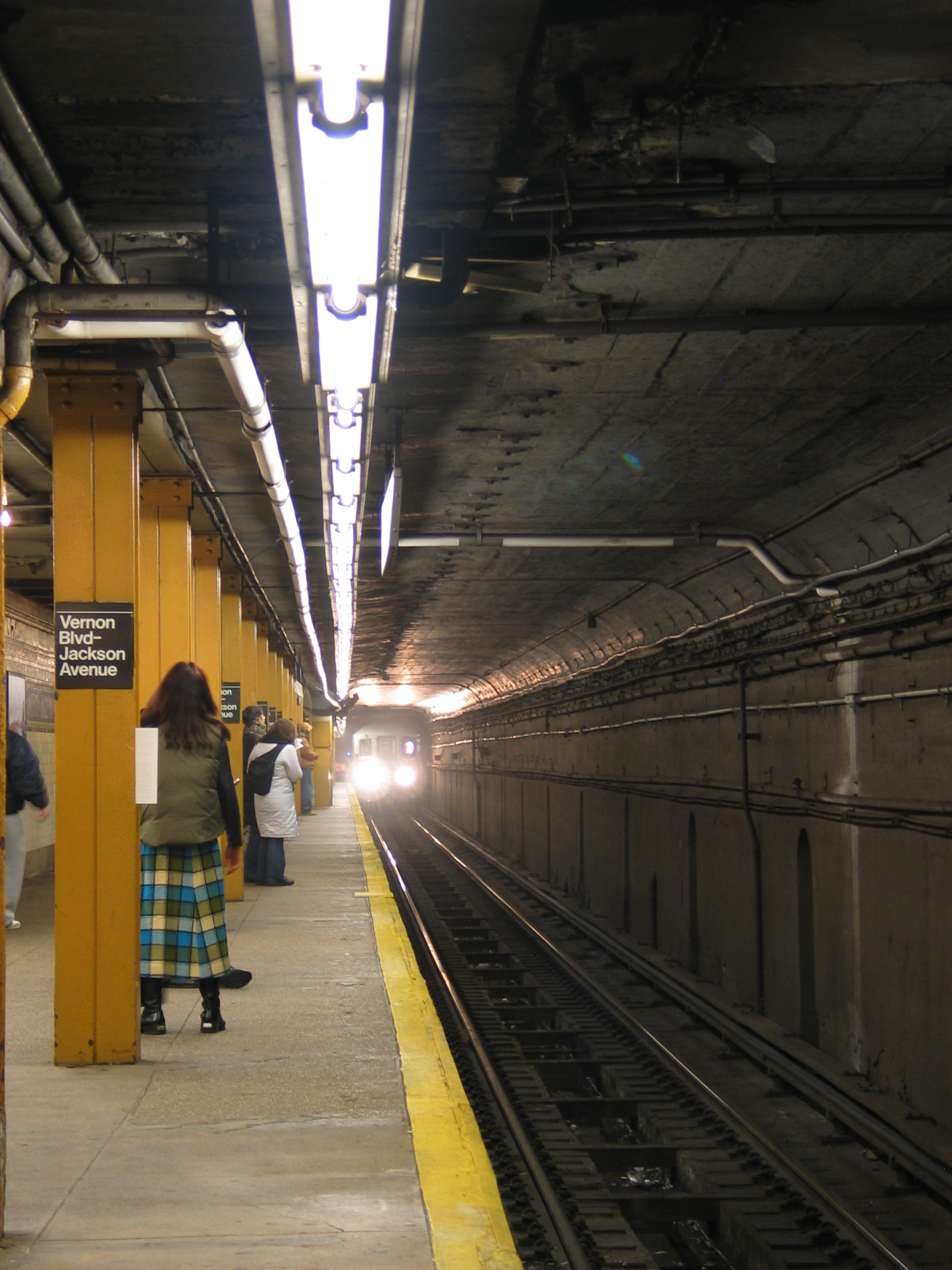
Станция Vernon Boulevard-Jackson Avenue

Невзирая на то, что в Нью-Йоркскую подземку линия вошла в 1915 году, строительство тоннеля под Ист Ривер началось 25 февраля 1885 года, компанией East River Tunnel Railroad.
Первоначальным назначением этого проекта было соединение ж/д компаний Long Island Rail Road и New York Central Railroad. Тоннель, как полагали, должен был соединить вокзал Long Island City в Квинсе, с вокзалом Grand Central Terminal на 42 стрит в Манхэттене. Однако сделаны были только инженерно-исследовательские работы, после чего строительный процесс остановился.
Далее по Квинсу полагали пустить линию по поверхности земли. Судя по разным картам, планов существовало множество.
Строительству тоннеля препятствовало многое, как геофизические факторы, так и экономические. В результате чего северная труба тоннеля была открыта в мае 1907 года, а южная — в августе того же года.
Поскольку в то время, ж/д компания Pennsylvania Railroad планировала постройку вокзала Penn Station между 33 и 32 стрит в Манхэттене, а также тоннелей под Гудзоном и Ист-Ривер, на уровне 32-33 стрит, новопостроенный тоннель на уровне 42 стрит решили использовать для трамваев. Но поскольку потолки были слишком низкими для проведения контактной сети, то было принято решение проложить третий рельс для токосъема в тоннелях.
По оба конца тоннеля были также построены разворотные кольца, и в Квинсе, и в Манхэттене у вокзала Grand Central Terminal. Тоннель был назван в честь Белмонта, тогдашнего мэра Нью-Йорка. Но поскольку мэр не имел никаких прав управлять тоннелем, а также не был владельцем транспортной компании, его попросили оставить этот тоннель. В результате с 1907 по 1915 годы, тоннель был закрыт для транспорта.
Грунт, извлечённый при прокладке этого тоннеля, образовал остров У-Тант.

### Первые рейсы по тоннелю
Пробные рейсы по тоннелю состоялись 13 июня 1915 года. В них были задействованы вагоны, изготовленные фирмой Steinway. Регулярные пассажирские рейсы по тоннелю начались 22 июня 1915 года. Тогда этот тоннель стал называться Куинсборо.
Вскоре, 15 февраля 1916 года, тоннель был продлён до авеню Хантерс-Пойнт, а к 5 ноября 1916 года линия была продлена по эстакаде до Куинсборо-Плаза. Там была возможна пересадка на другие маршруты.

## Дальнейшее развитие линии

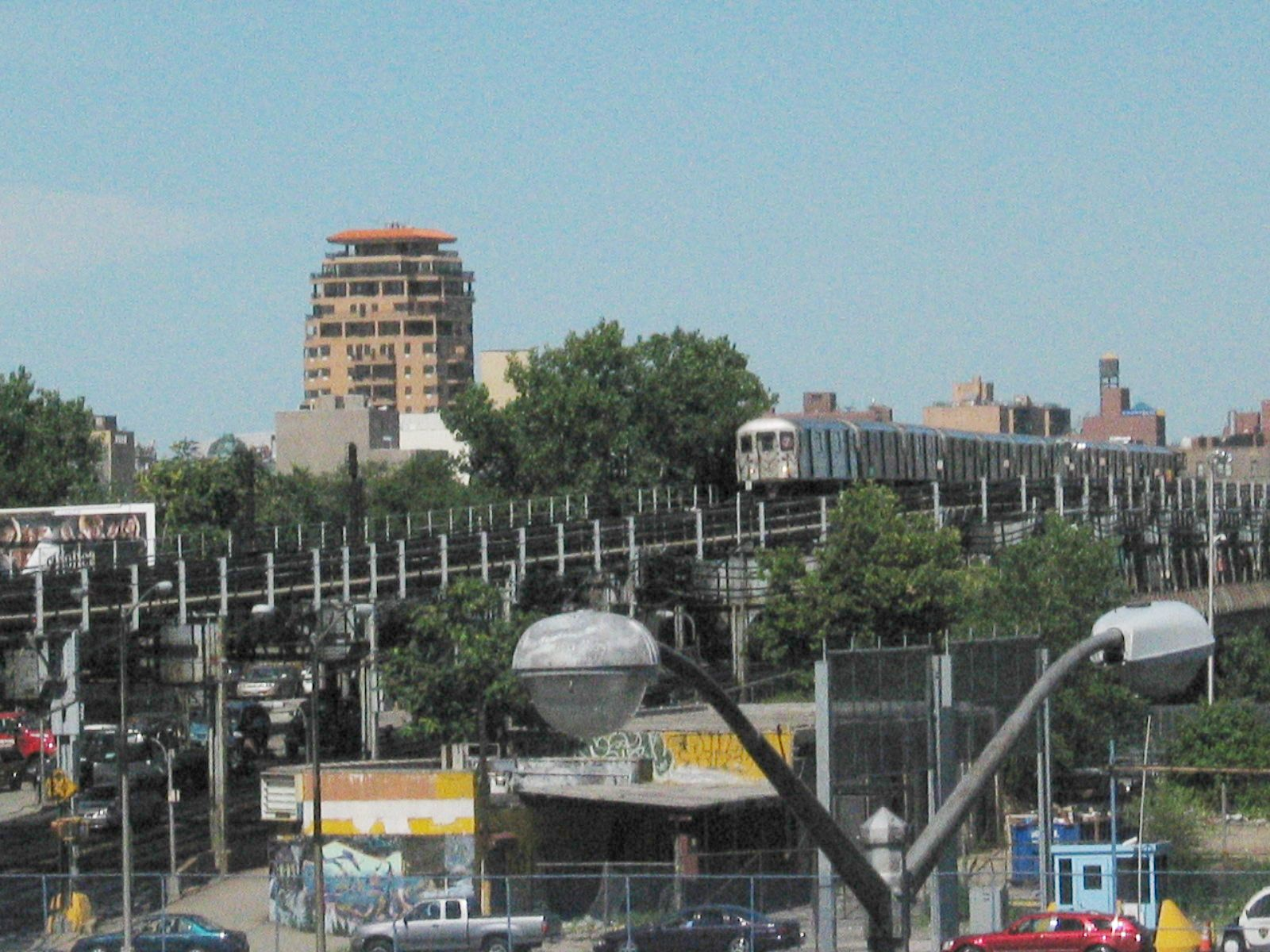
Поезд 7-го маршрута между станциями Willets Point и Flushing

- 21 апреля 1917 года линия была продлена на восток от Квинсборо Плаза в микрорайон Корона, до станции 103rd Street-Corona Plaza.
- 8 мая 1923 года, линия была продлена до станции Mets-Willets Point (согласно газете Нью-Йорк таймс). Там находится один из величайших в Нью-Йорке бейсбольных стадионов, а также крупнейший парк в Квинсе.
- конечная станция Main Street Flushing была открыта 2 января 1928 года. Первоначально, станция не планировалась как конечная. Было несколько планов продления метро, которые и по сей день не были осуществлены.

### Продления вМанхэттенеот западной конечной
Основная часть этого продления проложена под тоннелем линии IRT 42nd Street Shuttle
- Участок 42nd Street-Grand Central — Fifth Avenue был открыт 22 марта 1926 года.
- Следующее продление на запад к Times Square-42nd Street было 14 марта 1927 года.
- И, наконец, к 34th Street — 13 сентября 2015 года.

### Влияние на линию Всемирной выставки 1939 года в Нью-Йорке

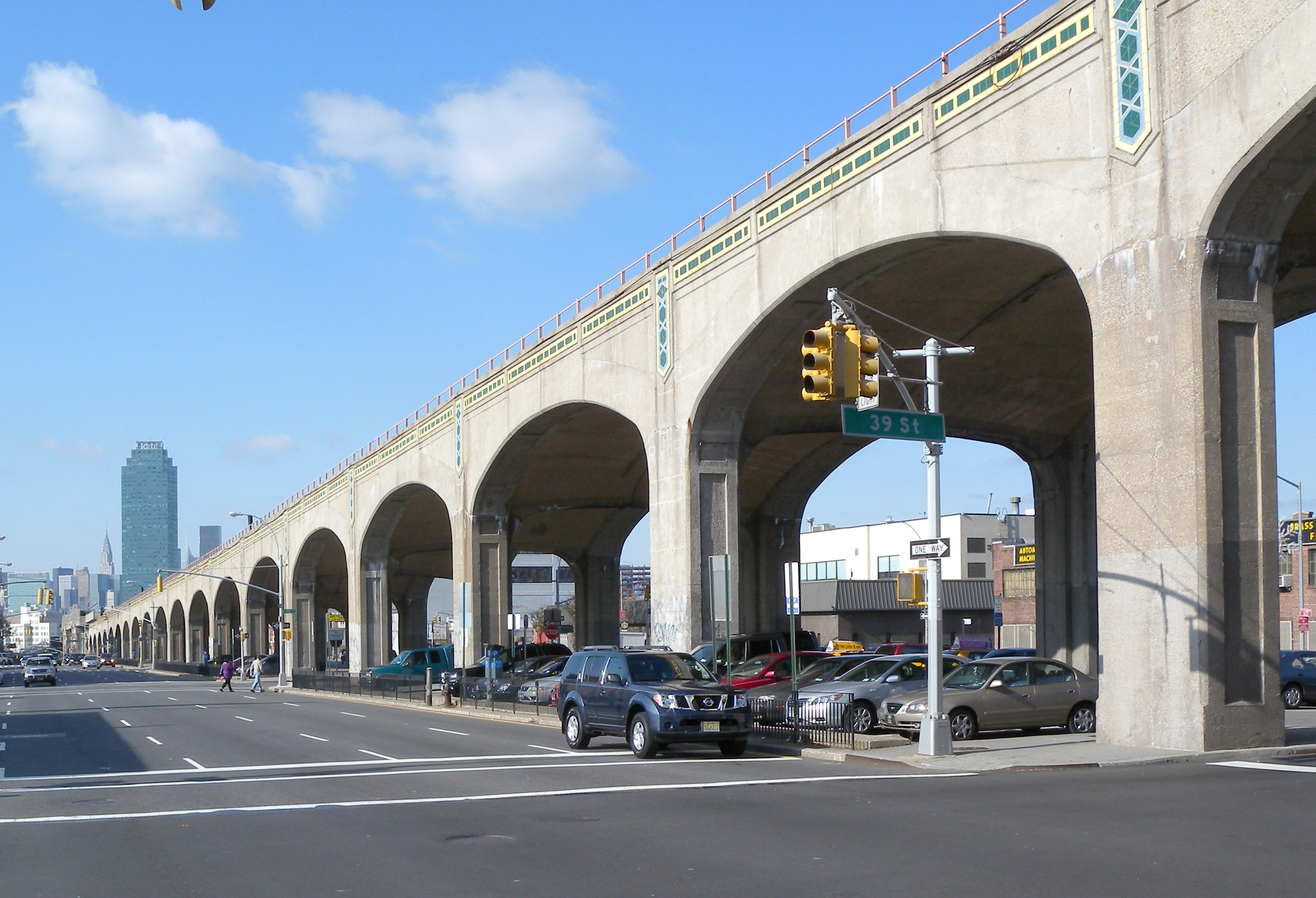
Виадук Куинс-бульвара

В связи с выставкой 1939 года, станция Метс — Уиллетс-Пойнт была реконструирована и перенесена на 123-ю улицу, немного западнее её первоначального положения. Некоторые остатки прежней станции можно заметить и сегодня, например своды боковых платформ. Накануне всемирной выставки она была перестроена в более вместительную. Были добавлены пологие спуски, которые используются и сегодня в случае обильного пассажиропотока, во время матчей на стадионе и теннисных соревнований.
В связи с выставкой 1939 года, 24 апреля 1939 года был пущен экспресс-маршрут, который функционирует по сей день. Это был самый первый случай использования среднего пути для пассажирского обслуживания на этой линии. До того он использовался только в служебных целях.

## Интересные факты
Линия известна как 7 маршрут, поскольку полностью обслуживается маршрутом 7 бывшей компании IRT. Во время совместного использования компаниями IRT и BMT, от компании BMT по этой же линии курсировал 9 маршрут. Он был показан на картах, но никогда не был указан на маршрутных трафаретах у поездов.

## В культуре
7 маршрут линии Флашинг полностью воссоздан в компьютерной игре «World of Subways».